# Emertonia holsatica
Emertonia holsatica is een eenoogkreeftjessoort uit de familie van de Paramesochridae. De wetenschappelijke naam van de soort is voor het eerst geldig gepubliceerd in 1929 door Klie.